# Safareig del Comú
El Safareig del Comú és una obra de Dosrius (Maresme) protegida com a Bé Cultural d'Interès Local.

## Descripció
El safareig del comú es troba emplaçat en la trama del nucli antic. Es tracta d'una construcció aïllada de planta rectangular amb coberta de teula àrab a quatre vessants recolzada en una estructura de bigues, riostes i quatre pilars de fusta.
Es troba obert a la trama viària per dos costats, amb un muret de protecció a davant, i pels altres dos queda protegit pel cos d'un edifici de planta de nova construcció. S'abasteix d'aigua mitjançant una font situada en un pilar amb coronament corbat. El voltant del safareig presenta rajola ceràmica col·locada de forma inclinada per a facilitar la feina de rentar.

## Història
A l'Arxiu Històric Municipal de Dosrius es conserva una acta de 20 de desembre de 1915 en la qual queda reflectida la construcció d'un camí veïnal que ocasiona la desaparició del safareig. S'acorda que se'n construirà un de nou prop de l'emplaçament on hi havia el vell.
En l'acta d'11 d'agost de 1916 queda recollit el finançament del safareig. Una part per la comissió de carreteres, una part per l'Ajuntament de Dosrius i pels particulars: Salvador Mauri, Joan Nogueres i Andreu Bartrés que feien servir l'aigua procedent del safareig per regar.
Inicialment aquest safareig es protegia del sol per un plàtan. El 6 de març de 1958 es cobreix. El projecte tècnic especifica el següent: construcció de dos pilars de fàbrica de totxo i un muret de formigó de 150 kg/m3 amb pedra de la localitat. El sostre havia d'estar format per biguetes de perfil amb doble T de ciment armat i la coberta de teula àrab amb solera de matxembrat. L'escala havia de ser amb aplacat de pedra sorrenca. El projecte no es va respectar, ja que la coberta es va fer d'uralita.
L'any 1999 es va rehabilitar el safareig i se li va donar l'aspecte que té actualment. Pel que fa a l'aigua que abastia originalment el safareig, no sé sap amb exactitud la procedència. Hi ha discrepàncies sobre l'origen de l'aigua. Un possibilitat era la mina de can Mandri i l'altra la mina de cal Raio. Se sap, però, que durant força temps l'aigua procedia de la mina del carrer Barcelona propietat de la Companyia d'aigües. Actualment l'aigua de la xarxa és la que es fa servir per a omplir el safareig.
A finals de la dècada del 2010, l'aigua del safareig del Comú és una "deixa" de la companyia d'Aigües de Barcelona al poble, a conseqüència del conveni signat entre aquesta i l'Ajuntament a canvi de l'explotació de l'aqüífer de Dosrius.